# Belgická revoluce

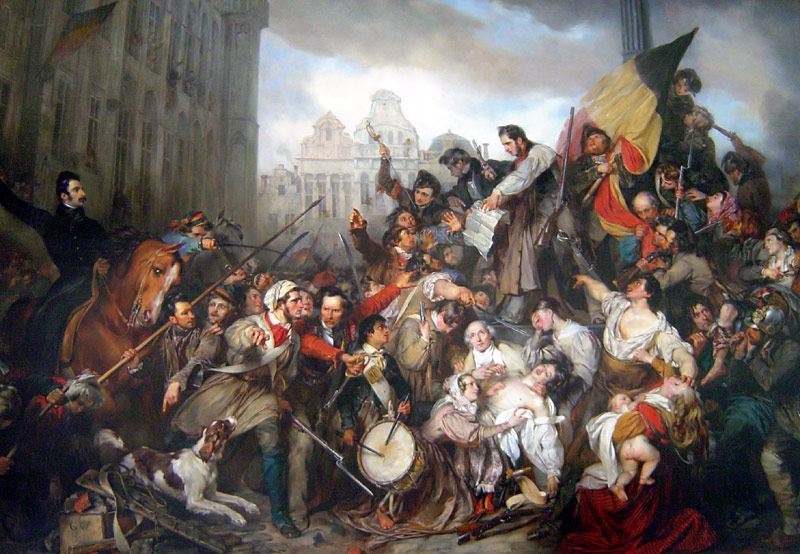
Scéna z belgické revoluce roku 1830, Gustav Wappers (1834), Musées royaux des Beaux-Arts de Belgique, Brusel

Belgická revoluce byl konflikt ve Spojeném království Nizozemském, který začal nepokoji v Bruselu v srpnu 1830 a vedl k vytvoření samostatného belgického státu.
Nizozemský král Vilém I. odmítal uznat nezávislost Belgie do roku 1839, kdy musel ustoupit pod tlakem Londýnské smlouvy. Spojené království nizozemské bylo vytvořeno po napoleonských válkách na Vídeňském kongresu roku 1815. Vzniklo spojením bývalého Rakouského Nizozemí (území dnešní Belgie) a bývalých Spojených nizozemských provincií a jeho králem se stal Vilém I. z dynastie oranžsko-nasavské.

## Příčiny revoluce
Hlavní příčinou belgické revoluce byla politická a ekonomická nadvláda Nizozemců nad francouzsky mluvícím obyvatelstvem. Hospodářské aktivity, jako například obchod a počátky průmyslové revoluce, byly soustředěny na území dnešního Nizozemska, zejména v přístavu Amsterdam. Naopak Belgie měla pouze malý vliv na hospodářství v království, potýkala se s vysokou nezaměstnaností a její průmysl nebyl příliš rozvinutý. Jádrem sporů byla také skutečnost, že Nizozemci podporovali volný obchod, zatímco Belgičané požadovali ochranu svého trhu zavedením cel.
Belgičané si rovněž stěžovali, že je s nimi nakládáno jako s druhořadými občany, ačkoliv jich v království nežilo méně než 3,5 milionu oproti 3 milionům Nizozemců. Většina úředních míst byla svěřena Nizozemcům a král Vilém I. byl Nizozemec. Dalším důvodem sporů byly náboženské a kulturní rozdíly. Belgičané byli převážně katolíci, zatímco Nizozemci protestanti. Oba národy neměly společnou minulost a společný stát sdílely z vůle velkých mocností. Belgická buržoazie mluvila francouzsky a vzhlížela k Francii, která jí byla bližší než Nizozemsko.

## Průběh revoluce
Posledním impulsem, který nastartoval belgickou revoluci, bylo představení Auberovy sentimentální a vlastenecky laděné opery Němá z Portici (La muette de Portici) v bruselském operním sále Théâtre de la Monnaie. Během duetu Amour sacré de la patrie (Svatá láska k vlasti) obecenstvo povstalo s výkřiky „Aux armes! Aux armes!“ („Do zbraně!“). Po představení se dav nahrnul do ulic za provolávání vlasteneckých hesel a zmocnil se radnice a dalších vládních budov.
Král Vilém I. nechtěl připustit rozdělení země a pokusil se obnovit pořádek silou, avšak královskému vojsku pod vedením králova druhého syna Bedřicha se nepodařilo dobýt Brusel v krvavých bojích v ulicích města, které se odehrály mezi 23. a 26. srpnem. Den poté byla v Bruselu vyhlášena provizorní vláda a 4. října následovalo prohlášení nezávislosti.
V listopadu se v Bruselu sešel Národní kongres a 7. února 1831 byla vyhlášena ústava. Prvním belgickým králem se stal 21. července téhož roku Leopold I. Evropské mocnosti oficiálně uznaly nezávislost Belgie až roku 1839, kdy byla podepsána Londýnská smlouva. Belgie měla být podle této smlouvy nezávislou a neutrální zemí, zahrnující Západní Flandry, Východní Flandry, Brabant, Antverpy, Henegavsko, Namur a Lutych, jakož i část Lucemburska a provincie Limburk.

## Postavení Vlámů v Belgii po revoluci
V určitém smyslu byla belgická revoluce valonskou revolucí francouzsky mluvící vyšší a střední třídy a nadvláda Nizozemců byla nahrazena nadvládou Valonů. Úředním jazykem byla určena francouzština, zatímco vlámština byla zakázána na školách. Na poštovních známkách sice bylo napsáno dvojjazyčně „Belgique-België“, ale belgický občanský zákoník byl přeložen do vlámštiny až roku 1961. Během průmyslové revoluce byl těžký průmysl koncentrován do Valonského regionu. V průběhu 20. století Vlámové agitovali pro rovnoprávnost v belgickém státu, což vedlo k vyhlášení federální ústavy roku 1980, která jim zaručovala více pravomocí v oblasti školství a sociálních programů.